# Landesname der Tschechoslowakei
Der Landesname der Tschechoslowakei war zwischen 1918 und 1992 Gegenstand mehrerer politisch motivierter Diskussionen und Dispute. Der offizielle Name des Landes war während der längsten Zeit seiner Geschichte Tschechoslowakische Republik, er wurde aber mehrmals geändert.

## Namensgeschichte
In der Unabhängigkeitserklärung und in der provisorischen Verfassung von 1918 wurden die Namen Tschecho-Slowakische Republik oder Tschecho-Slowakischer Staat festgeschrieben. Nach der Verabschiedung der Verfassung der ersten tschechoslowakischen Republik von 1920 wurde der Bindestrich im Namen Tschecho-Slowakische Republik entfernt und der Name Tschechoslowakische Republik (Československá republika) etabliert. Die Bezeichnung Tschecho-Slowakischer Staat wurde aus der Verfassung gestrichen.
Die Bezeichnung Tschechoslowakische Republik blieb bis zum Münchner Abkommen bestehen. Im Oktober 1938 wurde wieder ein Bindestrich eingeführt und der Name in Tschecho-Slowakei (Kurzform) beziehungsweise Tschecho-Slowakische Republik (Langform) geändert. Dies war der Staatsname bis zur Besetzung durch NS-Deutschland und Ungarn im März 1939.
Zwischen 1939 und 1945 bestanden auf dem Territorium der Tschechoslowakei das Protektorat Böhmen und Mähren und der Slowakische Staat.
Die 1940 in London gegründete und international anerkannte tschechoslowakische Exilregierung nannte sich Provisorische tschechoslowakische Regierung (Prozatímní státní zřízení československé) und etablierte zusammen mit der Kommunistischen Partei (KSČ) in Moskau im April 1945 in Košice den alten Namen Tschechoslowakische Republik. Der Name wurde auch nach dem Februarumsturz 1948 beibehalten.
Im Jahr 1960 wurde der Name von der herrschenden KSČ in Tschechoslowakische Sozialistische Republik (Československá socialistická republika) geändert. Die Namensänderung schrieb den kommunistischen Führungsanspruch endgültig fest und fügte den Bezug zum Sozialismus ein.
Nach dem Sturz des Regimes im Jahr 1989 wurde der Name kurzzeitig in Tschechoslowakische Föderative Republik geändert. Durch ein Gesetz wurde 1990 der Name in Tschechische und Slowakische Föderative Republik geändert. Die Kurzform blieb aber weiterhin Tschechoslowakei.
Die Kurzform des Landesnamens wurde meistens als Tschechoslowakei angegeben, darüber hinaus wurde von 1918 bis 1920 auch halboffiziell und von 1938 bis 1939 offiziell die Bezeichnung Tschecho-Slowakei verwendet, die vor allem von slowakischer Seite gewünscht wurde. Die Schreibweise mit dem Bindestrich, deren darum geführter Streit zwischen tschechischen und slowakischen Politikern Anfang der 1990er-Jahre als Gedankenstrich-Krieg bekannt wurde, ist seit 1990 die in der Slowakei offiziell verwendete Schreibweise und wird auch rückwirkend für die gesamte Existenz des Staates verwendet.
Vereinzelt und eher versehentlich wurde im Deutschen auch der Ausdruck Tschechoslowakien verwendet.

## Langnamen
- 1918 Tschechoslowakischer Staat oder Tschecho-Slowakischer Staat
- 1918–1920 Tschecho-Slowakische Republik (Česko-Slovenská republika, Republika Česko-Slovenská)
- 1920–1938 Tschechoslowakische Republik (Československá republika)
- 1938/39 Tschecho-Slowakische Republik (Česko-Slovenská republika)
- 1945–1960 Tschechoslowakische Republik (Československá republika, ČSR)
- 1960–1990 Tschechoslowakische Sozialistische Republik (Československá socialistická republika, ČSSR)
- 1990 Tschechoslowakische Föderative Republik bzw. Tschecho-slowakische Föderative Republik (tsch. Československá federativní republika und sl. Česko-slovenská federatívna republika)[3]
- 1990–1992 Tschechische und Slowakische Föderative Republik (tsch. Česká a Slovenská Federativní Republika und sl. Česká a Slovenská Federatívna Republika)

## Kurznamen
- 1918–1920 Tschecho-Slowakei (tsch. und sl. Česko-Slovensko)
- 1920–1938 Tschechoslowakei (tsch. und sl. Československo)
- 1938–1939 Tschecho-Slowakei (tsch. und sl. Česko-Slovensko)
- 1945–1990 Tschechoslowakei (tsch. und sl. Československo)
- 1990–1992 Tschechoslowakei bzw. Tschecho-Slowakei (tsch. Československo und sl. Česko-Slovensko)